# Klooster Divša

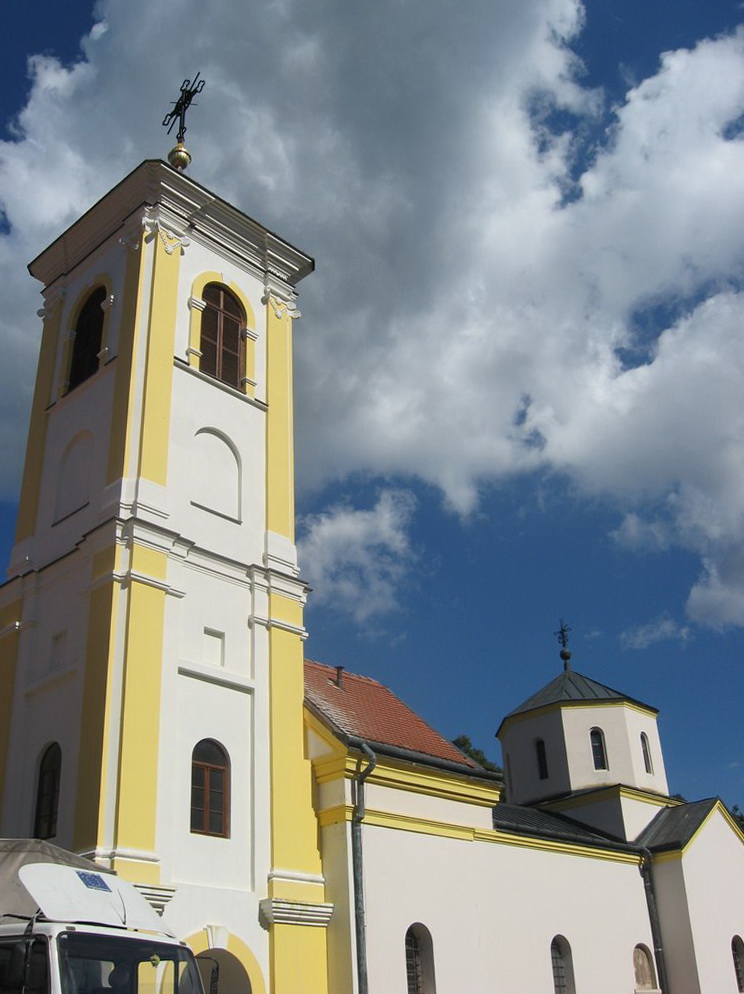
Klooster Divša

Het klooster Divša (Servisch: Манастир Дивша, Manastir Divša) is een Servisch-orthodox klooster gelegen in de Fruška Gora in het noorden van de Servische autonome provincie Vojvodina. Volgens traditie, werd het gesticht door de heerser Jovan Branković aan het eind van de 15de eeuw. De vroegste historische vermeldingen van het klooster dateren uit tweede helft van de 16de eeuw.